# 西南半島

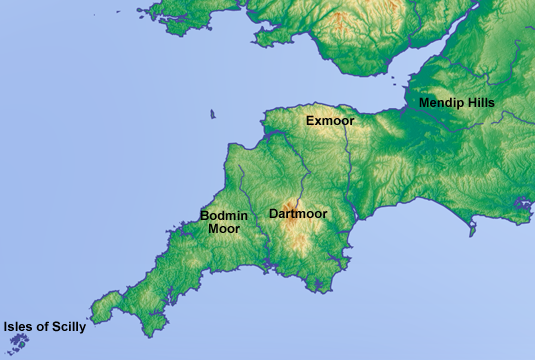
该半岛是英格兰最长的半岛

西南半岛（英語：South West Peninsula）是英格兰西南部一處北至布里斯托尔湾、南至英吉利海峡之间的地区。區内範圍包括康沃爾郡、德文郡，以及薩默塞特郡和多塞特郡的全部或部分地域。

## 当前使用情况
英國氣象局等一系列官方机构有該一地理术语。民間有德文郡和康沃尔郡的西南半島足球聯賽使用。